# Nephropsis agassizii
Nephropsis agassizii is een kreeftensoort uit de familie van de Nephropidae. De wetenschappelijke naam van de soort is voor het eerst geldig gepubliceerd in 1880 door A. Milne-Edwards.